# Ариясу, Момока
Момока Ариясу (яп. 有安 杏果 Ариясу Момока, род. 15 марта 1995 года в префектуре Сайтама) — японский идол, певица, актриса. Наиболее известна как «зелёная» участница гёрл-группы Momoiro Clover Z.

## Биография
Момока Ариясу родилась в префектуре Сайтама. Уже в возрасте одного года она начала работать в качестве модели для журналов. Позднее её стало представлять агентство по поиску талантов Carotte C&T. Она снималась во многих телевизионных передачах и рекламных роликах.
С 2004 года Момока снималась в утренней программе для детей Ponkikkids на Fuji TV в качестве участницы музыкальной группы под названием Sister Rabbits. Примерно в это же время она поступила в EXPG, детскую вокально-танцевальную школу, организованную бой-бэндом EXILE. Дети-ученики школы выступали на подтанцовке у EXILE. Занятия также включали уроки актёрского мастерства.
1 ноября 2008 года Момока перешла из Carotte в агентство по поиску талантов Stardust Promotion, а 2 февраля 2009 года её включили в состав девичьей идол-группы этого агентства под названием Power Age. Power Age была основана ещё в 2005 году с участницами возраста от начальной до старшей школы, но ко времени появления в ней Момоки группа уже близилась к концу своего существования. Через три месяца, в мае, группа была расформирована. 26 июля 2009 года Момоку ввели в качестве шестой участницы в состав идол-группы Momoiro Clover, которая вот-вот должна была выпустить свой первый сингл.
9 ноября 2012 года видеообращение Момоки было показано на комедийном представлении японского артиста Хигэ Дансяку в Molière Theater в Синдзюку, Токио. Во время концерта Хигэ Дансяку признался, что он её большой поклонник и даже назвал свою недавно родившуюся дочь в её честь Момокой (яп. 百夏, пишется не такими кандзи, как в имени Момоки Ариясу; звучит так же).
1 января 2013 было объявлено, что Момока не будет петь и говорить до конца января. Как было объяснено, она лечила горло, и надо было дать голосовым связкам отдохнуть. 7 февраля объявили, что чтобы закончить лечение, понадобится ещё дополнительный месяц, до конца февраля, и что поэтому в уже намеченных выступлениях и передачах Момока не будет говорить и общаться с аудиторией будет в письменной форме, петь же её партии в песнях будут другие участницы группы.

## Коллективы
- Sister Rabbits (яп. シスターラビッツ) (с 2004)
- Power Age (2 февраля[6] — 30 мая 2009)
- Momoiro Clover Z (26 июля 2009 — 21 января 2018)

## Фильмография

### Кинофильмы
- Gin no Angel (яп. 銀のエンゼル) (2004)
- Shirome (2010)
- Ninifuni (яп. NINIFUNI) (короткометражный, 4 февраля 2012)
- Momodora (яп. ももドラ momo+dra) (5-серийный видеофильм, 2012)

### Телевизионные фильмы и сериалы
- French Potato Cup (яп. フレンチポテトカップ) (1999, Yomiuri TV)
- Saturday Drama Special Shijou no Koi: Ai wa Umi o Koete (яп. 至上の恋〜愛は海を越えて〜) (2001, NHK)
- Suntory Mystery Prize Special Toki no Nagisa (яп. スペシャル 時の渚) (2001, TV Asahi)
- Monday Mystery Theater Pet Sitter Sawaguchi Hanako no Jikenbo (яп. ペットシッター沢口華子の事件簿) (2001, TBS)
- Tuesday Suspense Theater Oyaji (яп. 親父) (2001, NTV)
- SMAP×SMAP special Tokubetsu-hen Saranheyo Ai no Gekijou no Ai no Uta «Kenbo Haseyo: Shiawase ni Nare yo» (яп. サランヘヨ愛の劇場の愛の唄「ケンボハセヨ〜幸せになれよ〜」) (2002, Fuji TV)
- Hamidashi Keiji Jounetsu Kei (яп. はみだし刑事情熱系) (359-я серия, 2002, TV Asahi)
- Kindaichi Shounen no Jikenbo SP (яп. 金田一少年の事件簿SP) (2005, NTV)
- Friday Entertainment Okusama wa Keishi Soukan (яп. 奥様は警視総監) (2006, Fuji TV)
- Drama 30 Gakincho: Return Kids (яп. がきんちょ〜リターン・キッズ〜) (2006, MBS TV)

### Телевизиооные шоу
- Ronbu Gragon (яп. ロンブー龍) (2001, NTV)
- Ponkikkids 2 (яп. ポンキッキーズ21) (2004–2005, Fuji TV) — как Момока, участница группы Sisters Rabbit
- Mecha-Mecha Iketeru! Ii Imi Yabaissu Okazairu Special (яп. いい意味でヤバイっす オカザイルスペシャル) (2007, Fuji TV) — как участница группы подтанцовки бой-бэнда EXILE

### Музыкальные видео
- Асука Хаяси - «Chiisaki Mono» (яп. 小さきもの) (2003)
- SMAP - «Tomodachi e ~Say What You Will~» (яп. 友だちへ〜Say What You Will〜) (2005)
- EXILE - «Choo Choo TRAIN» (2008)
- EXILE - «The Galaxy Express 999» (2008)